# RMS Queen Mary 2
O RMS Queen Mary 2 é um navio britânico de passageiros, operado pela Cunard Line. Ele é o primeiro grande transatlântico construído desde o Queen Elizabeth 2 em 1969, o mesmo navio que ele sucedeu como capitânia da Cunard. Nomeado como Queen Mary 2 em 2004 pela rainha Isabel II como homenagem ao RMS Queen Mary, lançado em 1936. Por sua vez, o Queen Mary foi nomeado em homenagem a Maria de Teck, rainha consorte do rei Jorge V. Com o Queen Elizabeth 2 se aposentando em 2008, o Queen Mary 2 é o único transatlântico em atividade na rota entre Southampton e Nova Iorque. Ele também é usado como navio de cruzeiro.
O Queen Mary 2 foi projetado por um grupo de estudantes navais britânicos liderados por Stephen Payne. Na época de sua construção em 2003 nos estaleiros Chantiers de l'Atlantique, ele era o navio de passageiros mais longo, mais alto e mais largo da história, com sua tonelagem de 148 528 também sendo um recorde. O Queen Mary 2 perdeu esses recordes após a construção do MS Freedom of the Seas, da Royal Caribbean International, em abril de 2006. Mesmo com alguns navios de cruzeiro sendo maiores, o Queen Mary 2 permanece o maior transatlântico já construído.
O Queen Mary 2 tinha a intenção de cruzar o Oceano Atlântico regularmente, e dessa forma foi projetado de forma diferente dos outros navios de passageiros. Os gastos subiram pela alta qualidade do material e pelo projeto de transatlântico: ele precisou de 40% a mais de metal do que um cruzeiro padrão. O Queen Mary 2 tem uma velocidade máxima de 30 nós (56 km/h) e velocidade de cruzeiro de 26 nós (48 km/h). Ao invés da configuração diesel-elétrica encontrada em muitos navios, o Queen Mary 2 usa uma propulsão elétrica integrada. Turbinas a gás são usadas para aumentar a potência gerada pelo navio.
As instalações do Queen Mary 2 incluem quinze bares e restaurantes, cinco piscinas, um cassino, um salão de bailes, um teatro e o primeiro planetário no mar. O navio é um dos únicos em atividade atualmente que ainda possui remanescentes de um sistema de classes a bordo em suas opções de jantar.

## Características
O Queen Mary 2 é a capitânia da Cunard Line. O navio foi construído para substituir o RMS Queen Elizabeth 2, a capitânia da companhia de 1969 a 2004 e o último grande transatlântico construído até então. O Queen Mary 2 recebeu a designação de Royal Mail Ship (RMS) pela Royal Mail ao entrar em serviço em 2004 na rota Southampton para Nova Iorque.
O Queen Mary 2 é um impulsionado por quatro motores a diesel, com duas turbinas a gás adicionais usadas quando potência extra é necessária.
Como o Queen Elizabeth 2, o navio foi construído para atravessar o Oceano Atlântico, apesar de também ser usado para cruzeiros; na temporada de inverno o Queen Mary 2 viajava de Nova Iorque para o Caribe em viagens de dez a treze dias. Sua velocidade de 30 nós (56 km/h) o diferencia de outros navios de cruzeiro, como o MS Oasis of the Seas, que tem uma velocidade média de 22 nós (42 km/h). A velocidade normal de serviço do Queen Mary 2 é de 26 nós.

## Concepção e Construção

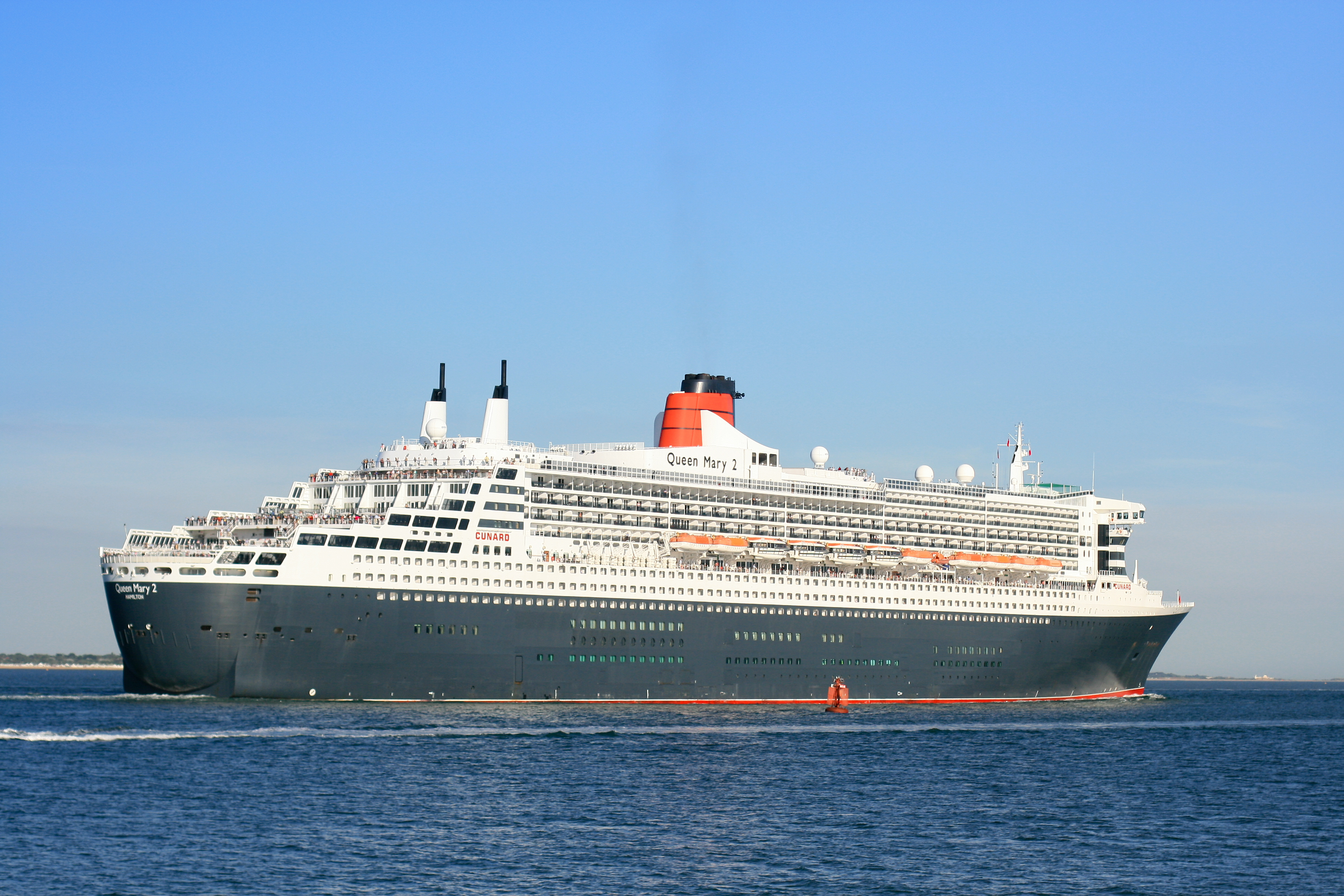
O Queen Mary 2 em 2013.

A visão de um novo navio transatlântico do século XXI — maior do que qualquer outro que já tinha sido construído antes — começou com a ideia do CEO da Carnival, Micky Arison que declarou que a sua companhia comprou a Cunard para criar e construir o RMS Queen Mary 2 e não vice-versa.  
A Cunard completou um projeto para uma classe nova de navios com as características de 84 000 toneladas e 2 000 passageiros no dia 8 de Junho de 1998, mas imediatamente os revisou ao comparar essas especificações com as 100 000 toneladas do projeto de construção da Carnival Corporation & plc e das 137 200 toneladas da Royal Caribbean International.
Seis meses depois, no dia 10 de dezembro a Cunard revelou detalhes do Projeto Queen Mary. Harland and Wolff da Irlanda do Norte, Aker Kværner da Noruega, Fincantieri da Itália, Meyer Werft da Alemanha, e Chantiers de l'Atlantique da França foram convidados a licitar no projeto. Se a construção começasse imediatamente, o navio poderia estar pronto antes de 2002. Mas esta não se realizou até 6 de novembro de 2000 no qual um contrato foi assinado com Chantiers de l'Atlantique, uma subsidiária de Alstom. Esta era a mesma empresa que rivalizou com a Cunard, construindo os navios SS Normandie e SS France da Compagnie Générale Transatlantique. (Companhia Transatlântica Geral).  
A quilha do Queen Mary 2 foi construída no dia 4 de Julho de 2002, em Saint-Nazaire, França. Aproximadamente 3 000 homens gastaram 8 milhões de horas de trabalho no navio, e um total de 20 000 pessoas seja direta ou indiretamente envolvidas em seu design, construção, e equipagem. Foram grudados 300 000 pedaços de aço em 94 blocos que foram empilhados e então soldados para completar a casca e a superestrutura juntada ao final.  
O QM2 foi lançado ao mar em 21 de Março de 2003. Seus testes no mar foram realizados entre 25 e 29 de Setembro e 7 de Novembro de 2003 entre Saint-Nazaire e as ilhas fora da costa de d'Yeu de Ile e Belle-Ile. As fases finais da construção foram arruinadas por um acidente fatal no dia 15 de Novembro de 2003, quando uma passarela desmoronou e um grupo de trabalhadores do estaleiro e de seus parentes que ali estavam, caíram de mais de 15 metros de altura. Das 48 pessoas na passarela, 32 ficaram feridas e 16 acabaram morrendo, incluindo uma criança.  
A construção foi completada a tempo. Devido ao tamanho do navio, o luxo de seus materiais, e o fato que, devido à natureza dele ser um transatlântico, o QM2 requereu 40% a mais de aço que um navio de cruzeiro padrão; Seu custo final acabou sendo de aproximadamente $ 300 000 por cabine - quase o dobro do que navios como Voyager of the Seas, Grand Princess e Carnival Conquest.  
A Cunard entregou o navio pronto em Southampton, Inglaterra no dia 26 de Dezembro de  2003. No dia 8 de Janeiro de 2004 o navio foi nomeado Queen Mary 2 pela neta de sua homônima, a Rainha Elizabeth II.

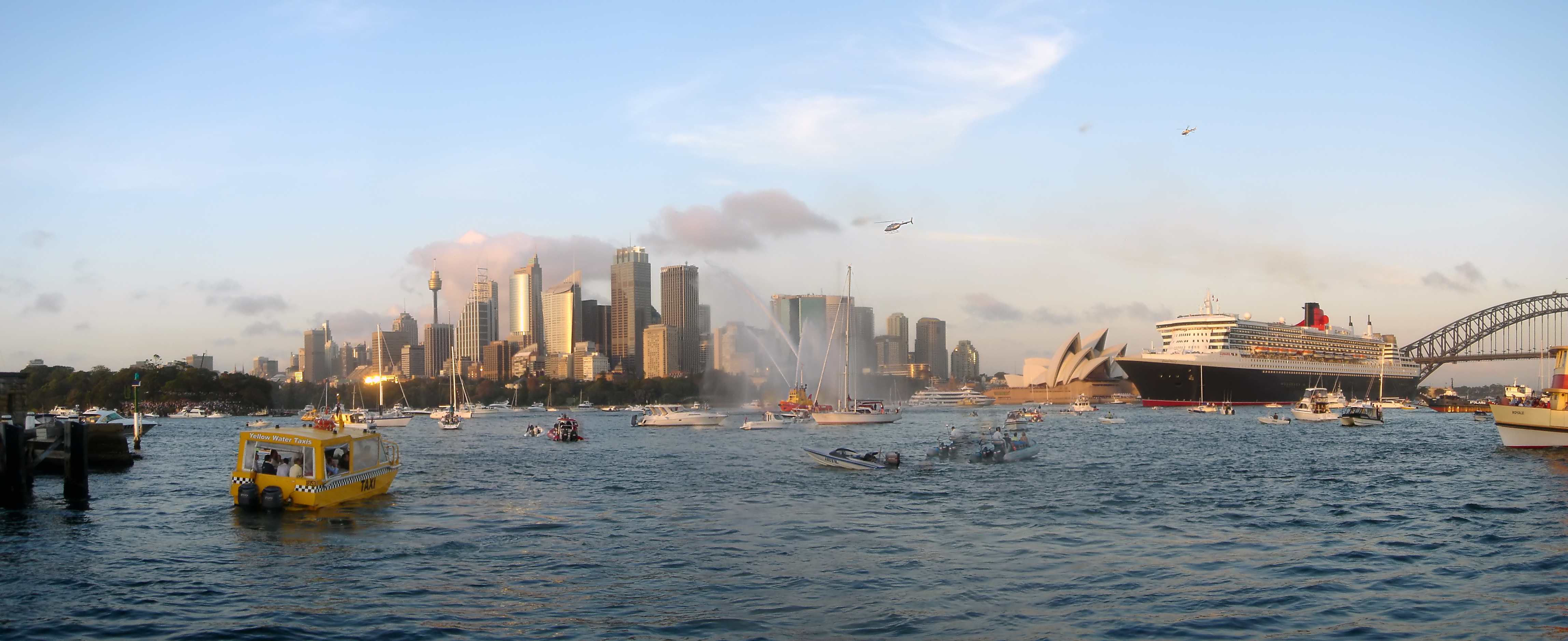
O Queen Mary 2 em Sydney, 20 de fevereiro de 2007